# Agrodiaetus ausonia
Agrodiaetus ausonia är en fjärilsart som beskrevs av Ruggero Verity. Agrodiaetus ausonia ingår i släktet Agrodiaetus och familjen juvelvingar. Inga underarter finns listade i Catalogue of Life.